# Evelyn Dearman

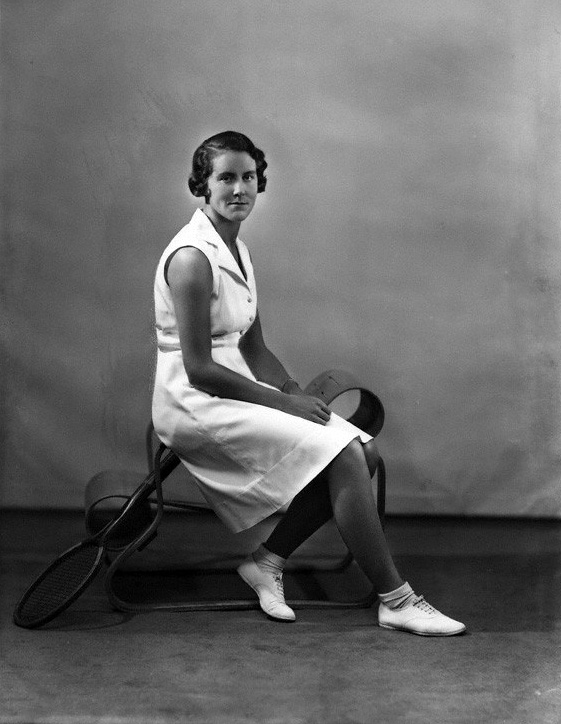
Evelyn Dearman, 1936

Evelyn Dearman (* 8. September 1908; † 2. Dezember 1993) war eine britische Tennisspielerin in den 1930er-Jahren.

## Erfolge
Im Jahr 1935 gewann sie mit Nancy Lyle das Damendoppel bei den australischen Tennismeisterschaften (heute Australian Open). Sie besiegten Louie Bickerton und Nell Hall Hopman in zwei Sätzen mit 6:3, 6:4.
1937 war sie Mitglied im englischen Wightman-Cup-Team. In diesem Jahr siegte sie beim WTA Kanada im Einzel gegen Mary Hardwick und im Doppel zusammen mit Joan Ingram gegen Mary Hardwick und Margot Lumb. Ferner erreichte sie zusammen mit Ingram das Semifinale in Wimbledon.